# زانکت گالانکیرچ
زانکت گالانکیرچ (به آلمانی: Sankt Gallenkirch) یک شهر در اتریش است که در ناحیه بلودنتس واقع شده‌است. زانکت گالانکیرچ ۱۲۷٫۸۳ کیلومتر مربع مساحت دارد ۸۷۸ متر بالاتر از سطح دریا واقع شده‌است.